# Robert Spillane
(en) Statistiques sur pro-football-reference
John Robert Spillane (né le 14 décembre 1995 à Oak Park dans l'État de l'Illinois aux États-Unis) est un sportif professionnel américain de football américain jouant au poste de linebacker dans la National Football League (NFL) depuis la saison 2018 et pour la franchise des Patriots de la Nouvelle-Angleterre depuis 2025.
Au niveau universitaire, il a joué pendant quatre saisons dans la NCAA Division I FBS et la Mid-American Conference (2014-2017) pour les Broncos de l'université de l'Ouest du Michigan (Western Michigan).
Non sélectionné lors de la draft 2018, il est néanmoins engagé par les Titans du Tennesse puis rejoint les Steelers de Pittsburgh (2019-2022), les Raiders de Las Vegas (2023-2024) et finalement les Patriots dès 2025.

## Biographie

### Jeunesse
Natif de Oak Park, Spillane grandit dans cette banlieue de Chicago. Petit-fils de l'ancien récipiendaire du trophée Heisman Johnny Lattner (en), il pratique le football américain jeune et devient le running back de la lycée Fenwick (en) local.

### Carrière universitaire
Considéré comme une potentielle recrue trois étoiles, il reçoit des offres de Purdue, Western Michigan, Cincinnati et Syracuse. Bien qu'il soit soupçonné rejoindre Purdue, il s'engage finalement avec Western Michigan.
À Kalamazoo, Spillane est déplacé au poste de linebacker et se fait positivement remarquer par l'entraîneur P. J. Fleck (en) pour sa rudesse sur le terrain. Durant sa saison freshman, il participe à quelques matchs lorsque certains joueurs sont blessés. Après quatre ans chez lmes Broncos, il se présente à la draft 2018 de la NFL mais n'y est pas sélectionné.

### Carrière professionnelle

#### Titans du Tennessee
Invité au camp d'entrainement des Titans du Tennessee, Spillane n'est pas repris dans l'effectif principal mais signe pour l'équipe d'entrainement. Il participe à quelques matches mais est libéré avant la fin de la saison.

#### Steelers de Pittsburgh
Dans la foulée, il signe un contrat pour débuter la saison 2019 avec les Steelers de Pittsburgh. 
En 2020, au fil des matchs, il prend une part de plus en plus importante dans l'équipe. Il reste malgré réserviste jouant principalement en unités spéciales. À la fin de son contrat, il resigne pour une saison avec les Steelers.
Le 11 mars 2022, les Steelers placent un option de restriction d'agent libre sur Spillane ce qui le lie une saisons de plus avec la franchise.

#### Raiders de Las Vegas
Le 16 mars 2023, Spillane signe un contrat de trois ans avec les Raiders de Las Vegas
En 10e semaine, il enregistre sept plaquages, un sack et une interception lors de la victoire 16 à 12 contre les Jets ce qui lui vaut dêtre désigne meilleur joueur défensif de la semaine en AFC.

#### Patriots de la Nouvelle-Angleterre
Le 13 mars 2025, Spillane signe un contrat de trois ans pour un montant de 33 millions de dollars avec les Patriots de la Nouvelle-Angleterre,.

## Statistiques
| Année      | Équipe                             | MJ |                 | Plaquages       | Plaquages       | Plaquages       | Plaquages       |                 | Interceptions   | Interceptions   | Interceptions | Interceptions |  | Fumbles | Fumbles |
| Année      | Équipe                             | MJ | Total           | Seul            | Ast.            | Sacks           | Nb.             | Yards           | Déf.            | TD              | Nb.           | Rec.          |  |         |         |
| 2018       | Titans du Tennessee                | 02 | 0               | 0               | 0               | 0,0             | 0               | 0               | 0               | 0               | 0             | 0             |  |         |         |
| 2019       | Steelers de Pittsburgh             | 08 | 011             | 08              | 03              | 0,0             | 0               | 0               | 0               | 0               | 0             | 0             |  |         |         |
| 2020       | Steelers de Pittsburgh             | 12 | 045             | 39              | 06              | 2,0             | 1               | 33              | 4               | 1               | 0             | 1             |  |         |         |
| 2021       | Steelers de Pittsburgh             | 14 | 056             | 29              | 27              | 0,0             | 0               | 0               | 0               | 0               | 0             | 0             |  |         |         |
| 2022       | Steelers de Pittsburgh             | 16 | 079             | 52              | 27              | 1,0             | 0               | 0               | 4               | 0               | 0             | 0             |  |         |         |
| 2023       | Raiders de Las Vegas               | 17 | 148             | 82              | 66              | 3,5             | 3               | 53              | 4               | 0               | 1             | 1             |  |         |         |
| 2024       | Raiders de Las Vegas               | 17 | 158             | 91              | 67              | 2,0             | 2               | 0               | 7               | 0               | 0             | 0             |  |         |         |
| 2025       | Patriots de la Nouvelle-Angleterre | ?  | Saison en cours | Saison en cours | Saison en cours | Saison en cours | Saison en cours | Saison en cours | Saison en cours | Saison en cours | ?             | ?             |  |         |         |
| Totaux NFL | Totaux NFL                         | 86 | 497             | 301             | 196             | 8,5             | 6               | 86              | 19              | 1               | 1             | 2             |  |         |         |

| Année      | Équipe                 | MJ |       | Plaquages | Plaquages | Plaquages | Plaquages |       | Interceptions | Interceptions | Interceptions | Interceptions |  | Fumbles | Fumbles |
| Année      | Équipe                 | MJ | Total | Seul      | Ast.      | Sacks     | Nb.       | Yards | Déf.          | TD            | Nb.           | Rec.          |  |         |         |
| 2020       | Steelers de Pittsburgh | 1  | 9     | 6         | 3         | 0,0       | 0         | 0     | 0             | 0             | 0             | 0             |  |         |         |
| 2021       | Steelers de Pittsburgh | 1  | 5     | 5         | 0         | 0,0       | 0         | 0     | 0             | 0             | 0             | 0             |  |         |         |
| Totaux NFL | Totaux NFL             | 2  | 14    | 11        | 3         | 0,0       | 0         | 0     | 0             | 0             | 0             | 0             |  |         |         |

## Palmarès
- Sélectionné dans la deuxième équipe de la Mid-American Conference en 2016 et 2017.

## Vie privée
Spillane est le petit-fils de Johnny Lattner (en), vainqueur 1953 du trophée Heisman, membre du College Football Hall of Fame et joueur NFL au poste de halfback